# Instituto Los Sagrados Corazones (Villa Huidobro)

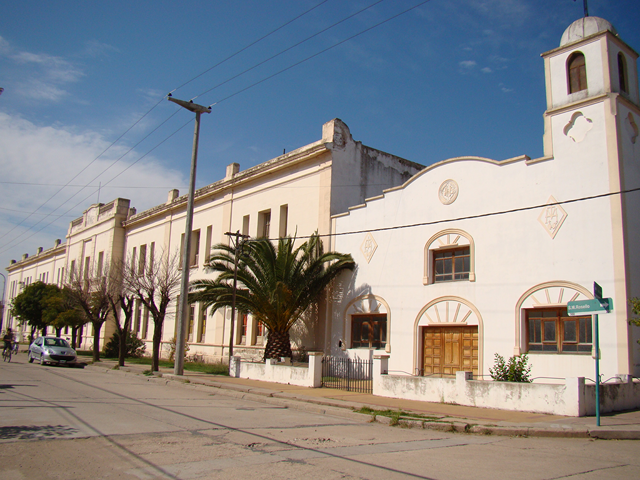
Instituto Los Sagrados Corazones

El Instituto Los Sagrados Corazones está ubicado en la localidad de Villa Huidobro, provincia de Córdoba. Se encuentra en la calle Santa Rosello 250. El Instituto cuenta con dos plantas y una capilla. En esta institución podemos encontrar todos los niveles educativos: Nivel Inicial, Educación primaria, Educación secundaria y Educación superior
.
El Colegio fue inaugurado en marzo de 1923, comenzando el ciclo lectivo con una matrícula de 80 alumnas. Ese día el Padre Salgueiro bendijo la campana que, hasta el día de hoy, continua funcionando.

## Historia
La idea de la fundación surgió de las familias cristianas de Villa Huidobro, del Cura Párroco Presbítero Guillermo Salgueiro y de autoridades públicas de la localidad, quienes veían la necesidad de un Colegio Católico con internado para señoritas, debido a que era una zona muy poblada.

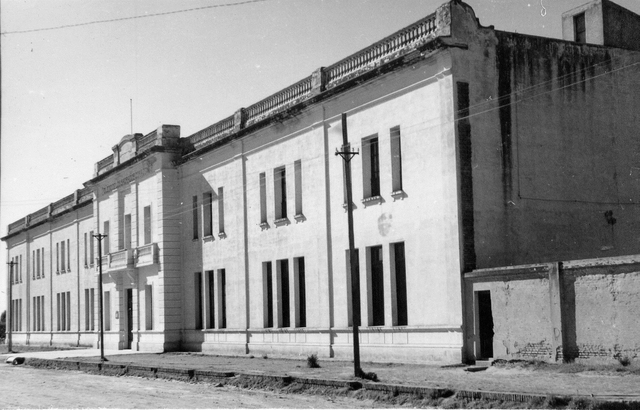
Instituto Los Sagrados Corazones (Villa Huidobro) sin capilla

El edificio fue donado por las señoritas Elisa e Indalecia Villada a la memoria de su hermana y cuñado, señor Manuel Espinosa y señora Manuela Villada de Espinosa. Ellas aspiraban a que dicho Colegio fuese dirigido por las Hermanas de la Congregación “Hijas de Nuestra Señora de la Misericordia” Ante esto el Sacerdote Guillermo Salgueiro escribió una carta a la Rvda. Madre Provincial de la Congregación, Sor María Desiderata, exponiendo estas inquietudes. La Reverenda Madre Provincial y el Obispado estudiaron el pedido y accedieron a tan noble misión.
En diciembre de 1922, en la ciudad de Córdoba, las donantes hicieron entrega del establecimiento a la Curia por escritura pública, haciendo constar que era de su expresa voluntad que fuera siempre ocupado por las Hijas de Nuestra Señora de la Misericordia. 
En febrero de 1923 llegaron las primeras Hermanas que serían las piedras fundamentales del nuevo templo de enseñanza en Villa Huidobro: Sor María Imelda Zerega (destinada a Superiora), Sor María Socorro Monbelli, Sor María Ernestina Vallaro y Sor María Ángela' Cagliani, acompañadas por la Reverenda Madre Vicaria Provincial, Sor María Desiderata Bensi y Sor María Eugenia Chelli.
En marzo de 1923 se dio comienzo a las clases. El solemne acto de inauguración se realizó el 31 de mayo de 1923. El Colegio fue bendecido por Monseñor José A. Luque, Obispo de Córdoba, con la presencia de las fundadoras, autoridades, miembros del Gobierno Provincial y Municipal, y pobladores de la localidad y región.

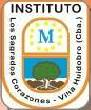
Escudo Los Sagrados Corazones (Villa Huidobro)

En 1943 comenzó a dictarse el primer año de Educación Secundaria. Las alumnas egresaban con el título de Maestras Normales Nacionales.
En 1950 se abrieron las puertas del Jardín de Infantes.
El 5 de abril de 1971 se ampliaron los servicios educativos, implementando el Magisterio Superior que formaba docentes para Nivel Primario.
En 1986 el Nivel Superior extendió sus servicios con el Profesorado de Nivel Inicial. A partir del año 1994 el Instituto fue mixto, con una sorprendente convocatoria de varones.
El 9 de abril de 2012 se dio apertura a la Sala de 3 años en el Nivel Inicial.

## Misionera de la Fe y la educación: Teresa A. Pensato
Encomendada a Maria Josefa Rossello, en el año 1958 llega a Villa Huidobro desde Rosario la Hermana Teresa, también conocida como Hermana Modesta. Su actividad marcó la historia del Instituto Los Sagrados Corazones: se hizo cargo de levantar la capilla de la escuela, fue profesora de matemática, directora de Nivel Inicial, Primario, Secundario y superiora de la Congregación del Instituto .
Tuvo la iniciativa de la creación del profesorado. Para conseguirlo viajó durante dos años semanalmente a Buenos Aires. Hoy docentes egresadas del Instituto ejercen su labor en diferentes provincias. 
Desde hace más de 50 años[¿cuándo?] en el Instituto se realiza el encuentro de “Las Plateadas", iniciativa de la hermana Teresa, que reúne egresadas en sus bodas de plata reviviendo y conmemorando momento compartidos entre compañeras, docentes y Hermanas.
Fue reconocida como ciudadana ilustre del pueblo. Falleció 4 de septiembre del año 2015 y sus restos descansan en la capilla del Instituto.